# Apocephalus aquilonius
Apocephalus aquilonius är en tvåvingeart som beskrevs av Brown 2002. Apocephalus aquilonius ingår i släktet Apocephalus och familjen puckelflugor.
Artens utbredningsområde är Arizona. Inga underarter finns listade i Catalogue of Life.